# 星になった少年
『星になった少年』（ほしになったしょうねん）は、2005年7月16日に公開された日本映画。

## 概要
- ゾウ使いを目指してタイに留学し修業を積んだが、交通事故により20歳で死去した坂本哲夢（1972年 - 1992年）の半生・家族や動物達との交流を描いた。原作は坂本哲夢の母・坂本小百合のノンフィクション作品『ちび象ランディと星になった少年』。
- 『誰も知らない』でカンヌ国際映画祭の男優賞を獲得し一躍注目を集めた柳楽優弥の主演第2作。
- 地上波放送では全編日本語となっているが、柳楽の台詞はタイ編での会話やゾウへの指示はタイ語となっている。

## あらすじ
舞台となる「小川動物プロダクション」は、千葉県東金市にて、家族経営により営まれている動物プロダクションである。敷地内では、ウマ、チンパンジー、ライオンなど、主にマスメディアに登場する動物を飼育している。
ある日、主人公・小川哲夢の母・佐緒里は、念願であったゾウを飼うことを家族に打ち明ける。借金を抱えていた小川動物プロダクションは、数頭の動物を売却し、アジアゾウの「ミッキー」「ランディ」「ミニスター」を購入した。
これにより、哲夢は、ゾウに強い関心を持つようになる。飼育員からのアドバイスにてゾウ使いの存在を知り、自らもそれを目指してタイに向かう。
タイのゾウ訓練センターに入学した哲夢は、最初の頃、ゾウとなかなか良好な関係を築けなかった。仲間からバカにされつつも訓練に励む。様々な困難を乗り越え、1年半後にはゾウ使いとなり、タイを去る。
帰国した哲夢は、1992年、高等学校に入学するも、授業に関心が持てない。休学して、家業に精励、ゾウ使いとして活躍する。
ある映画の撮影で、太平洋戦争中、軍部の要求により、殺処分を目的として毒入り（撮影では毒なし）のジャガイモを与えられたゾウが、それを食べずに投げ返すという、非常に困難な芸を要求された。周囲はあきらめかけていたが、哲夢はランディに対してその芸を仕込み、見事に成功させた。
1992年8月には、群馬県榛名町（現在の高崎市）で、日本初のぞうさんショーを開催する。
そして、イベントで出会った少女（村上絵美）と関係を深めていく。
ゾウ使いとして順調と思えた哲夢であったが、1992年11月、交通事故により急逝する。この後、小川動物プロダクションは、市原市へ移転を進める。2005年夏、タイの山奥にて、かつて哲夢と共にゾウの調教を学んだ仲間は、幼いゾウに「テツ」と名付けた。

## キャスト
- 小川哲夢：柳楽優弥
- 小川佐緒里：常盤貴子
- 小川耕介：高橋克実
- 村上絵美：蒼井優
- 藤沢朝子：倍賞美津子
- 小川紀：於保佐代子
- 小川貴生：加藤清史郎、谷山毅
- 小川万希：井上花菜、甲野優美
- ゾウ訓練センターの校長：JARAN PHETJAROEN
- ポー：WISANUKORN SAISATH
- ORN銀行員：相島一之
- 銀行員：永堀剛敏
- 岩本信介：小野武彦
- ドラマの俳優：武田鉄矢
- ドラマの監督：中村育二
- ドラマのプロデューサー：ブラザートム
- 動物プロの飼育係：森下能幸
- 動物プロの飼育係：友部康志
- 高校の教師：佐藤二朗
- 製麺屋の女主人：伴美奈子
- 哲夢の同級生：佐藤真弥
- 哲夢の同級生：森聖矢
- 哲夢の同級生：柳沢大介
- 哲夢の同級生：中村奎太
- 女生徒：岡本奈月
- 女生徒：前場莉奈
- 男生徒：山田勇也
- コンパニオンの上司：小手伸也
- イベント会場の男：武田義晴
- テレビスタジオの司会者：夏木ゆたか

## スタッフ
- 原作：坂本小百合
- 脚本：大森寿美男
- 音楽：坂本龍一
- 監督：河毛俊作
- 製作：亀山千広
- プロデューサー：小岩井宏悦、和田倉和利
- 製作：フジテレビジョン、東宝、S・D・P
- 助監督：片島章三
- 編集：落合英之
- 撮影: 高瀬比呂志
- 撮影補：岩崎登
- 美術：山口修
- 衣裳：宮本まさ江
- スクリプター：長坂由起子
- ヘアメイク：本田真理子
- 照明：小野晃
- 装飾：赤塚佳仁
- 録音：武進

## その他
- 主演の柳楽は、物語の舞台となったタイへ行き、ゾウ訓練センターで10日間役作りのため勉強をした。その最中、川で着衣したままゾウに落とされ体が重くなってしまい、溺れかけたエピソードがある。
- 映画に登場したアジアゾウの「ランディ」及びチンパンジーの「スマイル」は、市原ぞうの国で暮らしている。[1]なお、映画では、ランディ役の一部を同園のマミーが演じている。
- 原作者の坂本小百合は、米国人の父と日本人の母が両親で、1960年代後半に「明石リタ｣の芸名で当時のファッション誌面を飾る等、モデルとして活動し、テレビCMや映画にも出演していた。主人公の坂本哲夢は、原作者の長男。